# Hippopsis assimilis
Hippopsis assimilis là một loài bọ cánh cứng trong họ Cerambycidae.